# بروى
بروى إحدى قرى مركز تلا التابع لمحافظة المنوفية بجمهورية مصر العربية، ويحدها قرى كفر طبلوها وطبلوها وكفر عسكر.

## التاريخ
قرية بروى من القرى القديمة، حيث وردت باسم «بروى» في أعمال المنوفية ضمن قرى الروك الناصري التي أحصاها ابن الجيعان في كتاب «التحفة السنية بأسماء البلاد المصرية». وفي العصر العثماني وردت باسم «بروى» في التربيع العثماني الذي أجراه الوالي العثماني سليمان باشا الخادم في عصر السلطان العثماني سليمان القانوني ضمن قرى ولاية المنوفية، وفي تاريخ 1228هـ/1813م الذي عدّ قرى مصر بعد المسح الذي قام به محمد علي باشا باسم «بروى» ضمن قرى مديرية المنوفية.

## السكان
بلغ عدد سكان بروى 2,712 نسمة، حسب الإحصاء الرسمي لعام 2006.